# La Comtesse (bande dessinée)
Pour les articles homonymes, voir La Comtesse.
La Comtesse est le 15e album de la série de bande dessinée Jérôme K. Jérôme Bloche d’Alain Dodier. L'ouvrage est publié en 2001.

## Synopsis
"Cité des hortensias, au milieu de la nuit. Deux policiers frappent à une porte. Un appel anonyme leur a signalé un coup de feu provenant de l'appartement de madame de Ségur. À l'intérieur, "la Comtesse", comme on l'appelle, gît sur son canapé, le visage ensanglanté. À côté d'elle, dans un fauteuil, Jérôme K. Jérôme ouvre un œil. Ahuri, comme sortant d'un cauchemar, il se redresse, une arme à la main. Dans un ultime réflexe, alors que les policiers enfoncent la porte, il enjambe la fenêtre et s'enfuit dans la nuit. Reste cette question : Jérôme est-il un meurtrier?"
(4e page de couverture).